# Ciclón Kyarr
La tormenta súper  ciclónica Kyarr o ciclón Kyarr fue un poderoso ciclón tropical que se convirtió en el primer súper tormenta ciclónica en el océano Índico Norte desde Gonu en 2007. También fue el ciclón tropical más fuerte en el mar Arábigo y el segundo ciclón tropical más intenso en el océano Índico Norte en la historia, solo detrás del ciclón de Odisha de 1999. 
La séptima depresión, el quinto ciclón nombrado, y la primera y única tormenta súper ciclónica de la temporada anual, Kyarr se desarrolló a partir de un sistema de baja presión cerca del ecuador. El sistema se organizó e intensificó hasta convertirse en tormenta tropical el 24 de octubre a medida que avanzaba hacia el este. La tormenta experimentó una intensificación rápida y alcanzó el estado de tormenta súper ciclónica el 27 de octubre, ya que giró hacia el oeste. Debido a las condiciones desfavorable que se localizara al suroeste de Omán, Kyarr se debilitó el 30 de octubre y se disipó como una depresión tropical el 1 de noviembre. A lo largo de su trayectoria no hubo daños y fallecimientos totales de la tormenta.

## Historia meteorológica

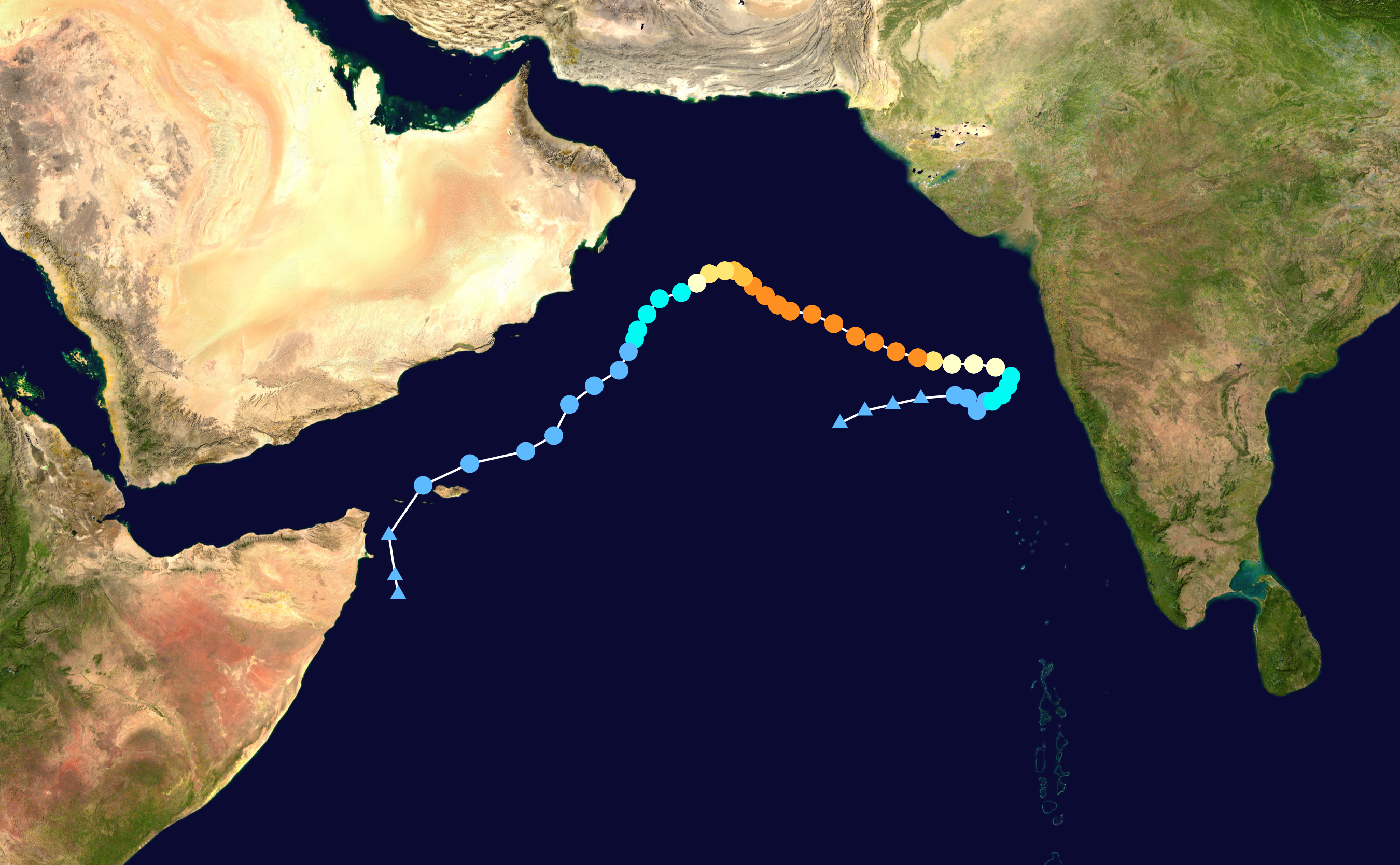
Mapa que traza la trayectoria y la intensidad de la tormenta, de acuerdo con la escala de huracanes de Saffir-Simpson

El 20 de octubre de 2019, el Departamento de Meteorología de la India (IMD) y el Centro Conjunto de Advertencia de Tifones (JTWC) comenzaron a rastrear un área de baja presión sobre el sudeste del Mar Arábigo para convertirse en un ciclón tropical. Durante los siguientes cuatro días, la baja continuó organizándose y adquirió suficiente organización para que el IMD comenzara los boletines sobre la Depresión ARB 03 el 24 de octubre. 
Al mismo tiempo, el Centro Conjunto de Advertencia de Tifones (JTWC) emitió una Alerta de Formación de Ciclón Tropical sobre la depresión. Más tarde ese día, la depresión se intensificó en una depresión profunda; Al mismo tiempo, el Centro Conjunto de Advertencia de Tifones (JTWC) lo reconoció como ciclón tropical 04A y comenzó a advertir. Se intensificó aún más y se convirtió en una tormenta ciclónica, recibiendo el nombre Kyarr de IMD como la quinta tormenta ciclónica de la temporada. El 25 de octubre, debido a las altas temperaturas de la superficie del mar, el bajo cizallamiento y un ambiente húmedo, Kyarr comenzó un período de intensificación rápida y se convirtió en una tormenta ciclónica muy severa. Tres horas después, Kyarr se convirtió en una tormenta ciclónica extremadamente severa. A principios del 27 de octubre, Kyarr se intensificó en una tormenta súper ciclónica, convirtiéndose en la primera en la cuenca desde ciclón Gonu en 2007.

## Preparaciones e impacto
Antes del ciclón tropical, el IMD emitió alertas de lluvia y oleaje para los estados indios de Maharashtra, Karnataka y Goa. Fuertes vientos y fuertes lluvias derribaron árboles y líneas eléctricas, causaron inundaciones repentinas e interrumpieron la vida diaria en Goa. La Armada de la India rescató a 17 pescadores de un barco que se hundía, que se hundió en alta mar al oeste de Mumbai.
En el sur de Pakistán, los funcionarios cerraron playas y abrieron cuatro refugios debido a las altas mareas del ciclón. Las inundaciones afectaron partes de Karachi, cerrando una sección de Defensa Raya Golf y Country Club.
Las altas mareas de Kyarr inundaron ciudades en la costa de Omán. En los vecinos Emiratos Árabes Unidos, las mareas altas inundaron calles, casas y escuelas en Sharjah y Fujairah.

## Récords
Después que Kyarr llegara su rápida intensificación, Kyarr se convirtió el ciclón tropical más fuerte de la historia en el Océano Índico Norte en términos de la Energía Ciclónica Acumulada (ACE) con un índice de 23.2225 unidades, convirtiéndose con más índice superando entre los ciclones Gonu en 2007 y Chapala en 2015. También se convirtió el ciclón más fuerte registrada en el Mar Arábigo superando con Gonu en 2007.
También rompió otro récord registrando con 915 mbar (hPa; 27.02 inHg) convirtiéndose el segundo ciclón tropical más intenso de la historia en el océano Índico Norte, detrás del ciclón de Odisha de 1999 con 912 mbar (hPa; 26.93 inHg).